# Ixora ooumuensis
Ixora ooumuensis là một loài thực vật có hoa trong họ Thiến thảo. Loài này được J.Florence mô tả khoa học đầu tiên năm 1986.